# Heidgen (Moitzfeld)
Heidgen ist ein Ortsteil im Stadtteil Moitzfeld von Bergisch Gladbach. Auf der südlichen Straßenseite gibt es einen größeren Buchenwald, in dem mehrere Wohnhäuser stehen.

## Geschichte
Die Ortslage ist in der Mitte des 19. Jahrhunderts entstanden und gehörte zur Gemeinde Immekeppel in der preußischen Bürgermeisterei Bensberg im Kreis Mülheim am Rhein.
Der Ort ist ab der Preußischen Neuaufnahme von 1892 auf Messtischblättern und den Nachfolgewerken bis heute regelmäßig als Heidgen verzeichnet. 
Aufgrund des Köln-Gesetzes wurde die Stadt Bensberg mit Wirkung zum 1. Januar 1975 mit Bergisch Gladbach zur Stadt Bergisch Gladbach zusammengeschlossen. Dabei wurde auch Heidgen Teil von Bergisch Gladbach. Im Zusammenhang mit der kommunalen Neuordnung durch die Zusammenlegung der beiden ursprünglich selbständigen Städte Bergisch Gladbach und Bensberg stellte sich heraus, dass es in beiden Städten den Straßennamen Heidgen gab. Daher wurde die Straße Heidgen für den Bensberger Raum umbenannt, die Ortslage behielt den Namen. Dazu wählte man hier 1976 den Namen Am Böckenbusch. Damit wurde die Gewannenbezeichnung Im böcken Busch aufgegriffen, die im Urkataster für Heidgen verzeichnet ist. Das Bestimmungswort Böcken bedeutet mundartlich Buche. Der Flurname bedeutet demnach folglich der Buchenwald.
| Jahr | Einwohner | Wohn- gebäude | Kategorie |
| ---- | --------- | ------------- | --------- |
| 1845 | 6         | 1             | Bauergut  |
| 1885 | 41        | 6             | Wohnplatz |
| 1895 | 36        | 5             | Wohnplatz |
| 1905 | 36        | 8             | Wohnplatz |

In dieser Zeit gehörte Heidgen zur katholischen Pfarre Immekeppel.